# Хофманн, Иоганн Якоб
Иоганн Якоб Хофманн (Гофман; нем. Johann Jacob Hofmann; 1635, Базель — 10 мая 1706, там же) — швейцарский историк, теолог, профессор греческого языка; автор четырёхтомной латинской энциклопедии «Lexicon Universale» (1677, 2 т. и доп. 1683, 2 т.), посвящённой в основном античности (классической древности).

## Биография

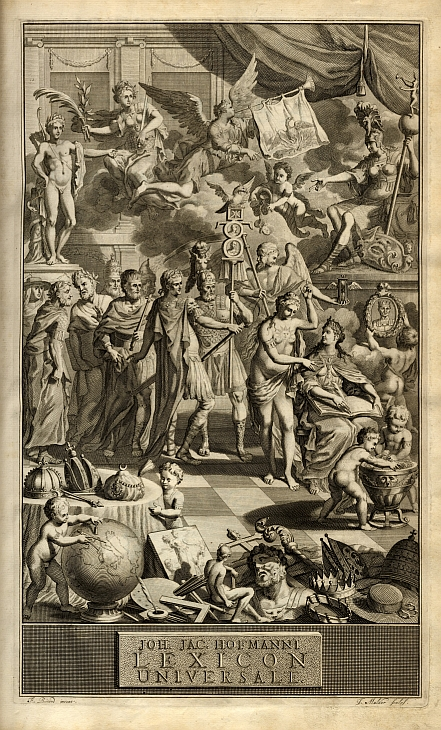
Первая страница «Lexicon Universale» Хофманна. 1698

Всю жизнь прожил в родном городе. Сын учителя, с детства проявлял эрудицию, в возрасте 20 лет окончил изучение теологии. По состоянию здоровья не смог занять место приходского священника, давал частные уроки, пока он не был назначен профессором греческого языка в базельском университете в 1667 году.
С 1684 до своей смерти в 1706 году преподавал там историю.
В 1677 году издал «Lexicon Universale», энциклопедию в четырёх томах по 1000 страниц каждый (дополненную в 1683 и 1698). Написанная на латинском языке, содержала обширные данные по естественной истории, географии, зоологии, ботанике, минералогии, космологии, генеалогии, мифологии, повседневной жизни с её деятельностью, обычаями и традициями и многому другому.

## Список трудов
- Assertiones … in academia patria graeca vacante cathedra / publicae censurae subiicit Ioh. Iacobus Hofmannus … d. Martii M DC LXV. respondentis munus subituro … Ioh. Rodolpho Burcardo. Basileae: Typis Iohan. Iacobi Deckeri, Academiae Typographi, 1665 (Disputatio phil. Basel, 1665)
- Joh. Conradus Hermannus (Respondent): Diatribe politica successionis eximia repraesentans. Basileae, Basel: Bertsche, 1670
- Lexicon Universale Historico-Geographico-Chronologico-Poetico-Philologicum: Continens Historiam Omnis Aevi, Geographiam omnium Locorum, Genealogiam principum Familiarum, addita ubique Chronologia tum veteri tum recentiore, Mythologiam insuper omnium Fabularum, Discussionem Philologicam illustrium circa haec occurrentium Difficultatum; Aliaque plurima scitu dignissima; Cum Indicibus variis, Rerum imprimis locupletissimo, memorabilia huius Lexici per Locorum Communium titulos Lectori illico spectanda exhibente. Genevae, Basileae: Widerhold, Bertschius, 1677 (2 Bde.)
  - … Continuatio…. Basileae, Basel: Widerhold, Bertsch & Genath, 1683 (3 Bde.)
  - … Editio absolutissima, praeter supplementa, & additiones, antea seorsum editas, nunc suis locis ac ordinis insertas …. Lugduni Batavorum: Hackius, Boutesteyn, Vander Aa, Luchtmans, 1698 (4 Bde., online)
- Meditatio theologica inauguralis passionum animae Christi. … quam moderatore … D. D. Petro Werenfelsio, … pro doctura theologica … proponit M. Joh. Jacobus Hofmannus. Basileae: Bertsch, 1685
- Epitome metrica historiae universalis civilis et sacrae (Résumé de l’histoire de la métrique chronologique civile et sacrée, de la fondation du monde jusqu'à l’année 1686) : ab orbe condito usque ad annum praesentem 1686 cum enarratione hist.-chronolog. … in usum iuventutis. Basileae: König, 1686
- Historia paparum seu episcoporum ecclesiae Romanae (Histoire des papes ou des évêques de l'Église de Rome) : a primis eius incunabulis usque ad nostram aetatem brevi metro comprehensa; Cum enarratione historico-chronologica res sacro-profans totius orbis, pontificio caesareas inprimis, juxta seculorum annorumque seriem, succincte complexâ et ind. triplici. Basel: Koenig, 1687. — Coloniae Munatianae, 1688 (2 Bde.)

## Интересные факты
- Иоганн Якоб отождествлял племя гельвиконов (см. лугии), упоминаемое у Тацита в «Германии», с племенем гиллевионов[англ.] (hilleviones) у Плиния[2].